# Яновские
Яновские (пол. Janowski, укр. Яновські, Яноўскія. бел.) — древний дворянский род, происходящий из Сандомирского и Краковского воеводства Королевства Польского, Гетманщины.
1. ВКЛ, Минского воеводства: Петр Яновский, владел половиной имения Ходаки, Вилейский повет, Крайская волость (сейчас Плещенецкий район, Минская область, Республика Беларусь) по тестаменту от брата Яна Яновского с 1638 года, которое переходило по наследству его потомкам (Герб. Часть XII. № 51). Яновские — фольварок Укроповичи и Чорты Вилейского повета. Яновские — фольварок Дунаи Вилейского повета. Молилевская губерния — Яновские утверждены в Дворянстве, Гродненская губерния — предок Вавжинец Яновский, имение Ровбы. Лидский повет — утверждены в дворянстве. Все в 6ую часть Родословной книги «Древние роды».
2. Потомство Яновских, внесённых в VI часть родословной книги Смоленской губернии (Герб. Часть XVII. № 12)[1].
3. Потомство Ивана Фёдоровича Яновского, священника (XVII в.)[2].
4. Потомство жителя Глуховского Власа Владимировича и его сына Ивана (XVIII в.)[2].

Фамилию род получил по владению поместьями (маетностями). Однородцами является род Краевских..

## Описание гербов

### Герб потомства священника Ивана Федоровича
Щит: в голубом поле серебряная подкова, сопровождаемая внутри серебряным крестом. Нашлемник: ястреб, держащий в лапе подобную же подкову с крестом (Герб Ястржембец).

### Герб потомства Власа Владимировича
В красном поле пурпурный щиток с серебряным пятиконечным крестом.
Щит увенчан дворянскими шлемом и короной. Нашлемник: пять павлиньих перьев. Намёт на щите красный, подложенный серебром (Герб Янина и Прус I).

### Герб рода. Часть XII. № 51
Герб Яновских, предок которых Петр владел (1615) дворянским имением: В красном щите в середине малый золотой щиток. Щит увенчан дворянским коронованным шлемом. Нашлемник — пять павлиньих перьев. Намёт: красный с золотом.

### Герб рода. Часть XVII. № 12
Герб Яновских, внесённых в VI часть дворянской родословной книги Смоленской губернии: Щит поделен чёрным крестом на четыре части. В первой и четвёртой серебряных частях вертикально пурпурное сердце. Во второй и третьей золотых частях вертикально голубой якорь. Над щитом дворянский коронованный шлем. Нашлемник — пять страусовых перьев — среднее красное, второе серебряное, третье золотое, четвёртое чёрное, пятое голубое. Намёт: справа красный с серебром, слева голубой с золотом.

## Известные представители
- Яновский Василий Иванович — московский дворянин (1658).
- Яновский Павел Васильевич — стольник (1682—1692)[7].